# Frutiger
Frutiger — гротескная гарнитура, созданная Адрианом Фрутигером и опубликованная в 1976 году.

## Общие сведения
Шрифт был спроектирован для новой системы указателей направления парижского аэропорта им. Шарля де Голля в Руасси и был назван первоначально — Roissy (Руасси). На основе Roissy Адриан Фрутигер разработал новую гарнитуру, которая была названа его именем — Frutiger (Фрутигер). Шрифт был выпущен германскими фирмами Stempel AG и Mergenthaler Linotype Company в 14-ти начертаниях.
Версии шрифта Frutiger:
- Frutiger Linotype. Используется в продуктах Microsoft.
- ASTRA-Frutiger. Используется Швейцарским федеральным дорожным управлением (ASTRA) в качестве шрифта дорожных знаков.
- Frutiger Next.
- Frutiger Arabic (2007)
- Frutiger Serif (2008)
- Neue Frutiger (2009)
- Neue Frutiger 1450 (2013)
- Neue Frutiger World (2018)

## Образцы применения Frutiger

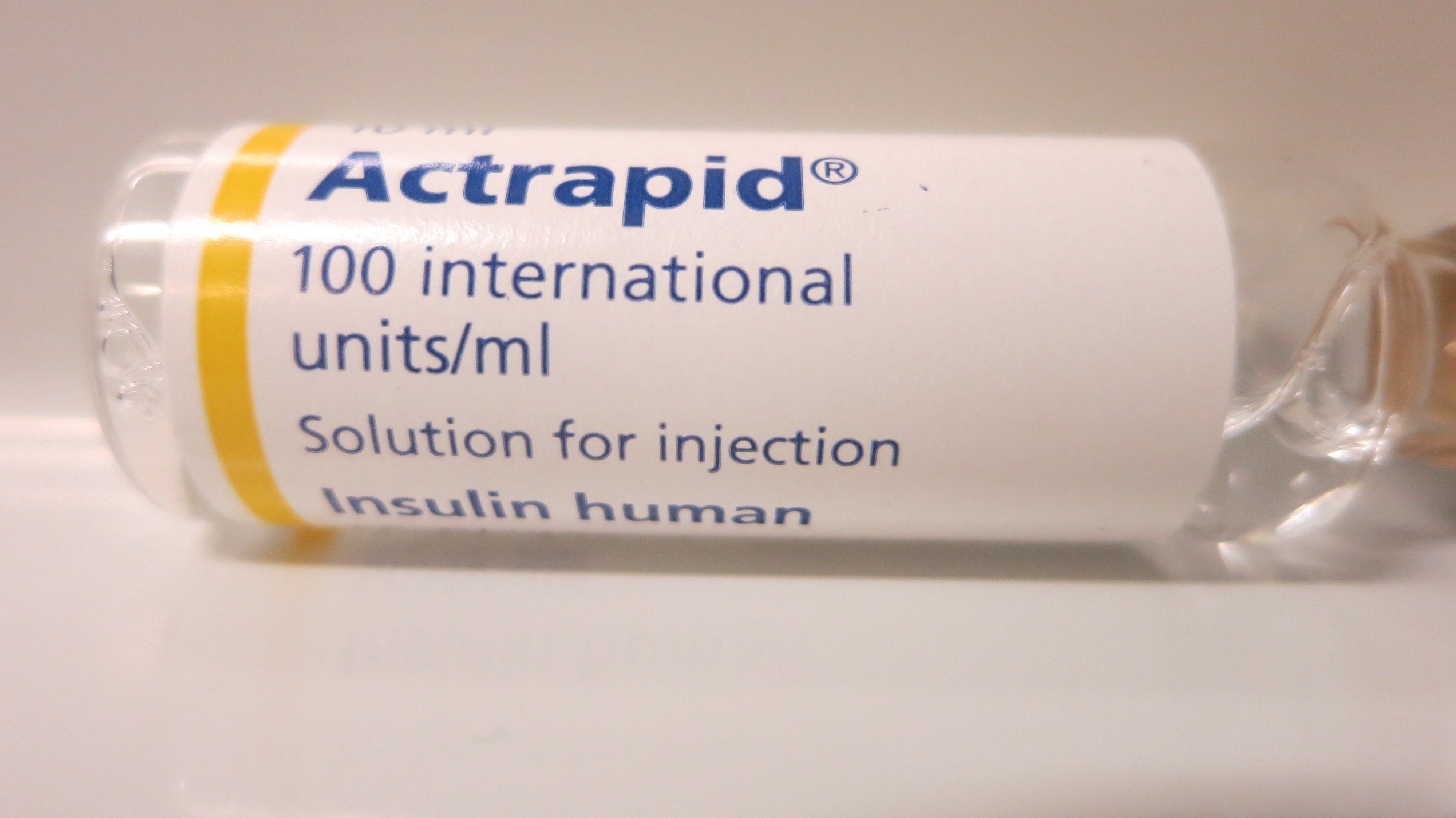
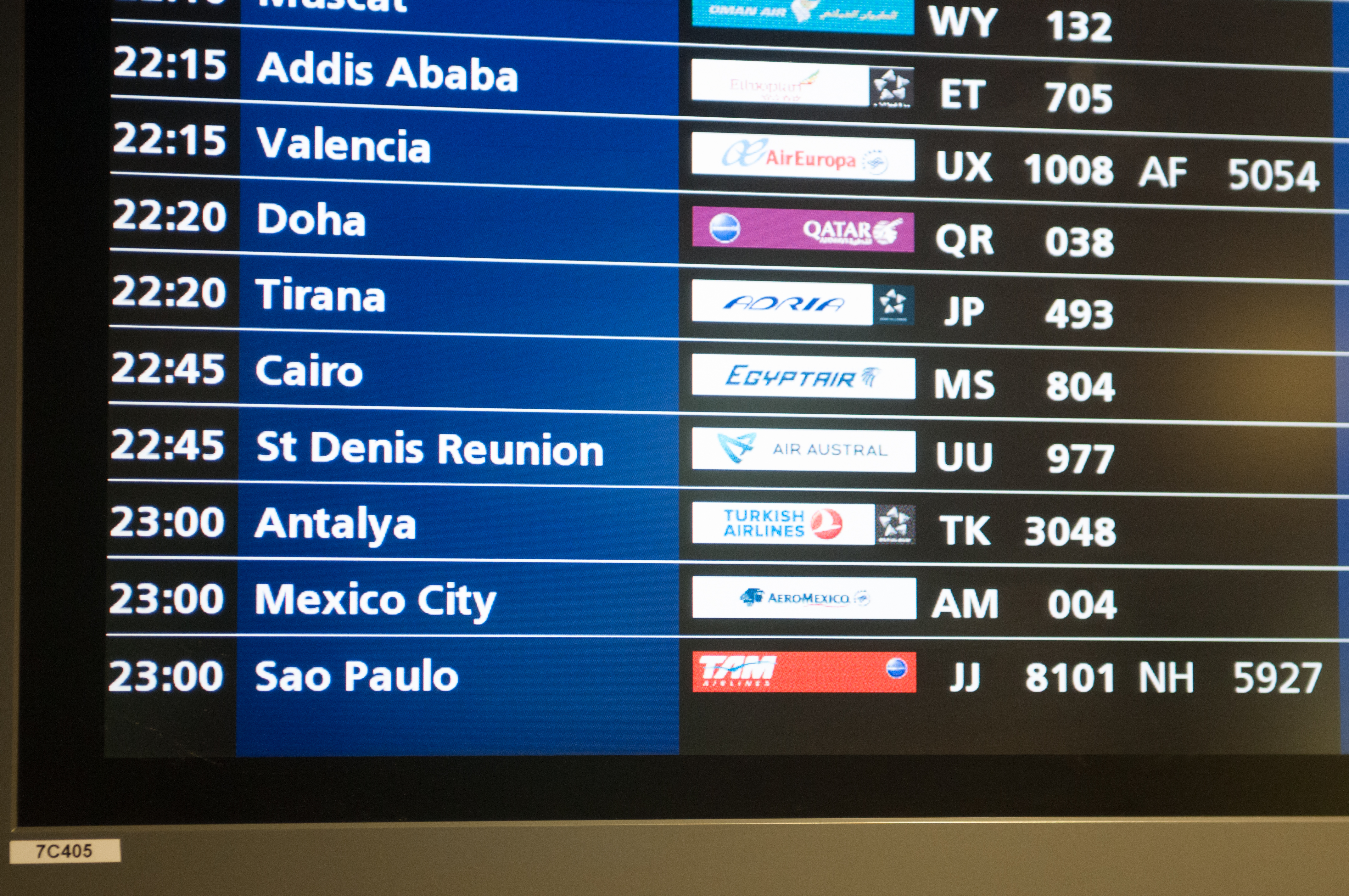
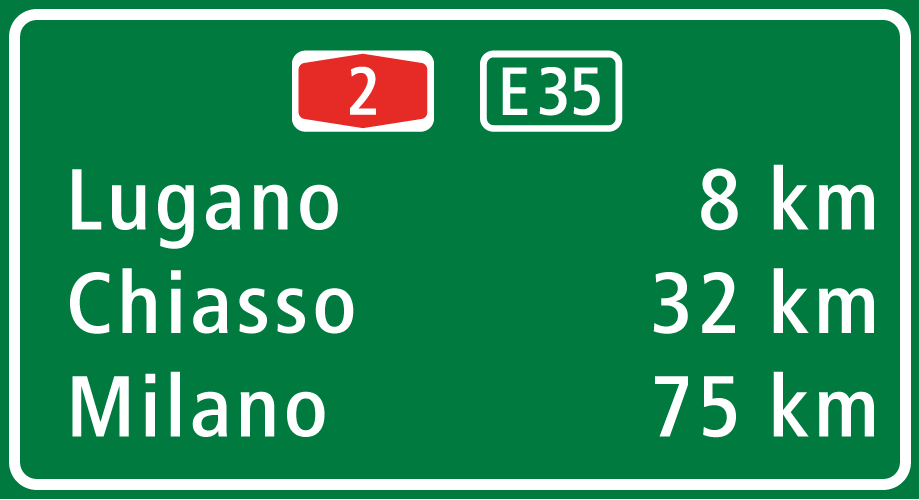
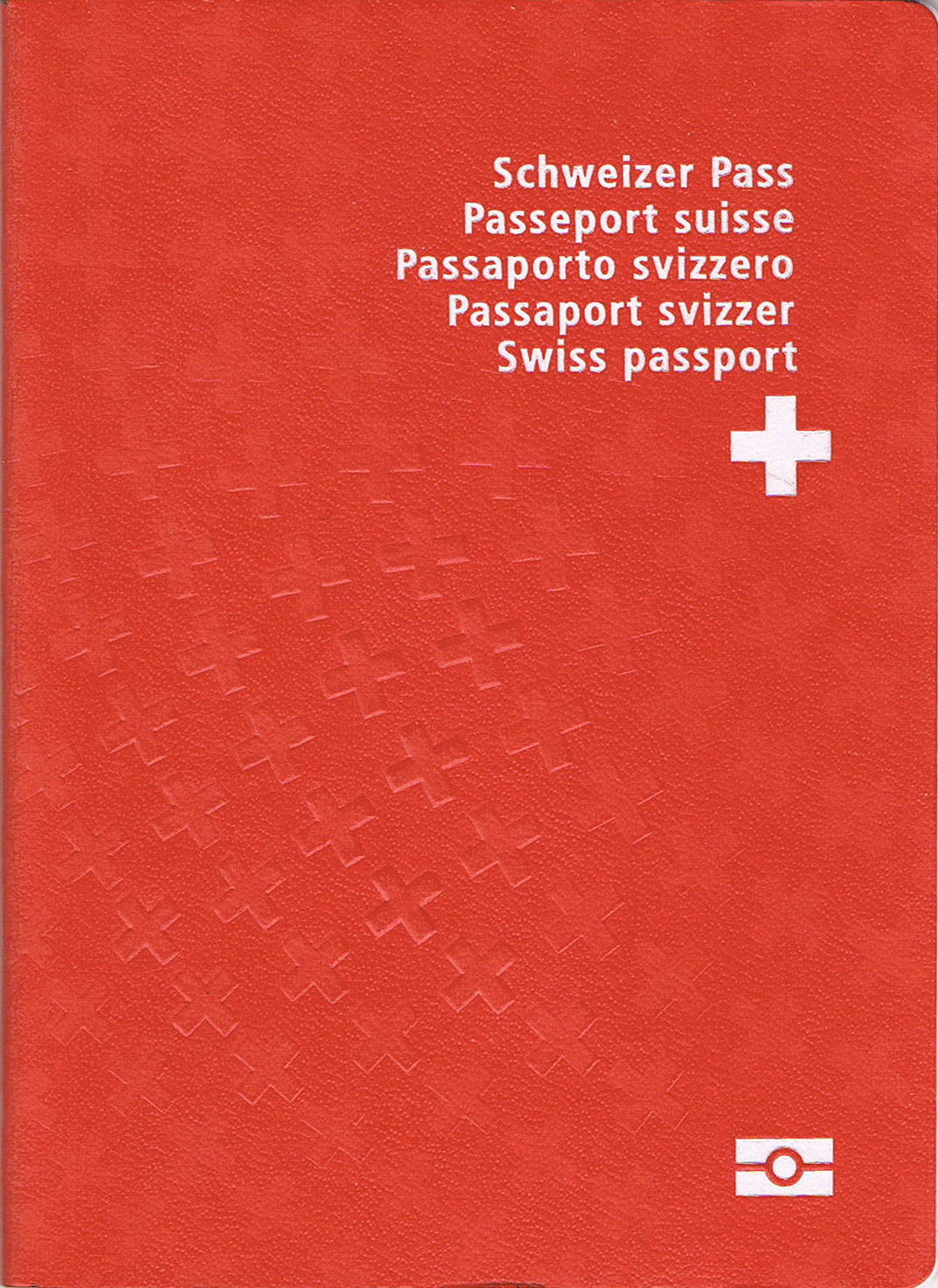
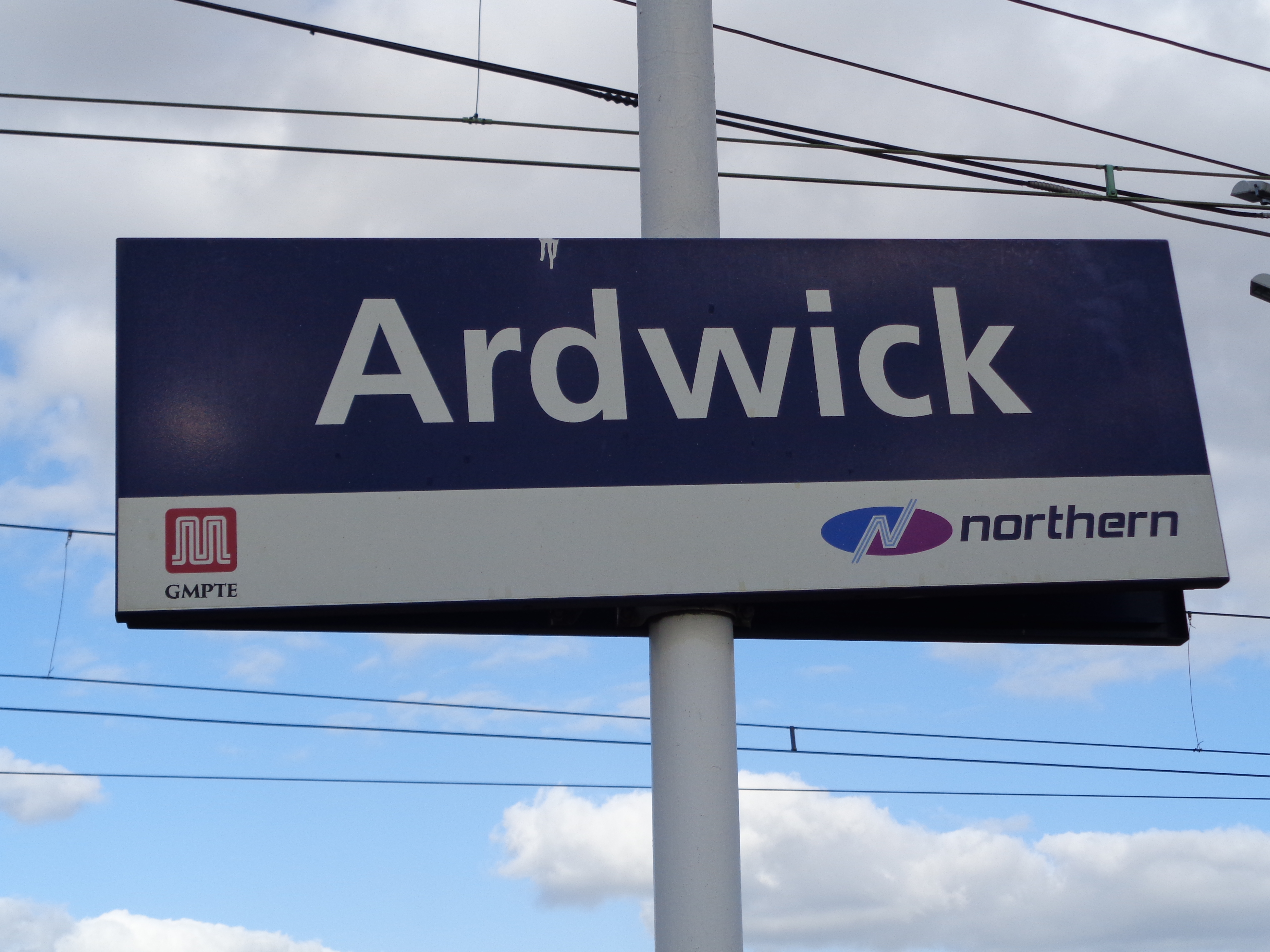